# Rhyhorn
Rhyhorn (Origineel Japans: サイホーン, Sihorn) is een neushoornachtige Pokémon. De naam Rhyhorn is een porte-manteau van "Rhinocerus" en "Horn". Het is een Pokémon van de eerste generatie en hij verscheen voor het eerst in de Safari Zone van de Kanto-regio in Pokémon Rood en Blauw. Rhyhorn is van het dual-type Grond en Steen en is te vinden op ruig terrein met veel rotsblokken. Ze zijn zeer kwetsbaar voor water en grasaanvallen. Rhyhorn is een viervoeter en zijn lichaam bestaat uit grijze harde gesteente. Een Rhyhorn is bekend voor zijn fysieke kracht en zowel zijn offensieve als defensieve vaardigheden. De fysieke kracht van een Rhyhorn vindt zijn oorsprong in zijn skelet: zijn botten zijn 1000 keer harder dan die van een mens.
Vanaf level 42 kan Rhyhorn evolueren in Rhydon. Dit was zijn laatste en enige evolutie tot de introductie van Rhyperior in de vierde generatie van Pokémon.

## Verschijningen

### Spellen

#### Generatie I
In Pokémon Rood en Blauw kan een Rhyhorn alleen gevangen worden in de Safari-zone. In Pokémon Geel is hij ook in het wild te vinden in de Cerulean Cave. Deze eerste generatie Pokémon-spellen zijn oorspronkelijk uitgebracht voor de Game Boy. Rhyhorn verschijnt ook in de nevenspellen Pokémon Pinball en Pokémon Trading Card Game die uit zijn gekomen voor de Game Boy Color.

#### Generatie II
In Pokémon Gold, Silver en Pokémon Crystal kan Rhyhorn gevonden worden op de Victory Road in de Kanto-regio. De speler krijgt pas toegang tot de Kanto-regio na het verslaan van de Elite 4 in de Johto-regio. In deze generatie werden ook de shiny pokemon geïntroduceerd. De shiny variant van Rhyhorn heeft een bronzen kleur in plaats van zijn originele grijs. Deze tweede generatie Pokémon-spellen zijn oorspronkelijk uitgebracht voor de Game Boy Color.
Rhyhorn verschijnt niet in de nevenspellen van deze generatie buiten Japan. Hij verschijnt wel in Pokémon Card GB2: Here Comes Team GR! Dit is een vervolg op Pokémon Trading Card Game en was exclusief in Japan verkrijgbaar.

#### Generatie III
In Pokémon Ruby, Sapphire, Emerald, FireRed en LeafGreen is Rhyhorn alleen te vangen in de Safari Zone. Deze derde generatie Pokémon spellen zijn oorspronkelijk uitgebracht voor de Game Boy Advance. Om Rhyhorn te gebruiken in de twee GameCube-games van deze generatie: Pokémon Colosseum en Pokémon XD: Gale of Darkness moet de speler ruilen met de handheld spellen van deze generatie.
Rhyhorn verscheen in deze generatie in alle nevenspellen die zijn uitgekomen. In Pokémon Pinball: Ruby & Sapphire voor de Game Boy Advance kwam Rhyhorn voor in de Safari Zone ('Ruby Veld'). In Pokémon Link! voor de Nintendo DS was Rhyhorn te verkrijgen in verschillende spelmodi, waaronder Endless level 39. In de spellen Pokémon Mystery Dungeon: Blue Rescue Team en Red Rescue Team voor de Game Boy Advance en Nintendo DS is Rhyhorn te verkrijgen op een reeks van verschillende levels: Frosty Grotto (1F-4F), Southern Cavern (31F-39F), Wish Cave (58F-61F), Joyous Tower (58F-61F) en Buried Relic (61F-73F).

#### Generatie IV
In Pokémon Diamond, Pearl en Platinum voor de Nintendo DS is Rhyhorn in het wild te vangen op Route 227 en Stark Mountain. In Platinum is het ook mogelijk om een Rhyhorn te vangen op Route 214 en de Victory Road. In de remakes van deze generatie Pokémon HeartGold en SoulSilver voor de Nintendo DS is Rhyhorn in het wild te vinden op de Victory Road en in de Safari Zone. Het is ook mogelijk om een Rhyhorn te verkrijgen door een Bronsly te ruilen met Brock bij Diglett's Cave.
In de nevenspellen Pokémon Mystery Dungeon: Explorers of Time, Explorers of Darkness en Explorers of Sky voor de Nintendo DS verschijnt Rhyhorn in Shimmer Hill (1F-17F) en Northern Desert (8F-15F). Rhyhorn komt ook voor in Pokémon Ranger: Shadows of Almia voor de Nintendo DS en de Wii U Virtual Console en in het WiiWare-spel Pokémon Rumble.
In deze generatie werd Rhyperior geïntroduceerd als een extra evolutie in de evolutieketen van Rhyhorn.

#### Generatie V
In de vijfde generatie spellen komt Rhyhorn alleen in het wild voor in Pokémon White voor de Nintendo DS en alleen door te ruilen is het mogelijk om een Rhyhorn in Pokémon Black te verkrijgen. In het vervolg Pokémon Black 2 en White 2 komt Rhyhorn niet in het wild voor. Het is wel mogelijk om er een te verkrijgen door te ruilen met de NPC Curtis of Yancy in Nimbasa City. Rhyhorn was ook te verkrijgen in Pokémon Dream World, deze dienst is echter op 14 januari 2014 offline gehaald.
Rhyhorn verschijnt in de nevenspellen Pokémon Rumble Blast voor de Nintendo 3DS, Pokémon Conquest voor de Nintendo DS en Pokémon Rumble U voor de Wii U van de vijfde generatie.

#### Generatie VI
In Pokémon X en Y voor de Nintendo 3DS is Rhyhorn in het wild te vinden in de Glittering Cave. In de remakes Pokémon Omega Ruby en Alpha Sapphire voor de Nintendo 3DS is Rhyhorn alleen te vinden in de Safari Zone net als in de oorspronkelijke spellen. In Pokémon X en Y verscheen Rhyhorn Racing als een easter egg. Junichi Masuda de medeoprichter van van Game Freak gaf aan dat dit een indicatie is van zijn wens om het race-genre te betreden met Pokémon.
Rhyhorn verschijnt in de nevenspellen Pokémon Link: Battle voor de Nintendo 3DS, Pokémon Shuffle voor de Nintendo 3DS. iOS, iPadOS en Android en Pokémon Rumble World voor de Nintendo 3DS.

#### Generatie VII
In Pokémon Sun en Moon voor de Nintendo 3DS en de vervolgspellen Pokémon Ultra Sun en Ultra Moon is Rhyhorn in het wild te vinden op Blush Mountain. Rhyhorn verschijnt ook in het nevenspel Pokémon Rumble Rush voor de iOS en Android.

#### Generatie VIII
Rhyhorn verschijnt in Pokémon Sword en Shield en in de Isle of Armor uitbreiding voor de Nintendo Switch. In de remakes Pokémon Brilliant Diamond en Shining Pearl voor de Nintendo Switch is Rhyhorn in het wild te vangen op Route 227 en Stark Mountain net als in de oorspronkelijke spellen. Rhyhorn verschijnt ook in Pokémon Legends: Arceus. De achtste generatie kent geen nevenspellen.

#### Generatie IX
Rhyhorn is niet aanwezig in Pokémon Scarlet en Violet. Rhyhorn verschijnt wel in de uitbreiding The Indigo Disk van Pokémon Scarlet en Violet, die deel uitmaakt van de Hidden Treasure of Area Zero DLC-uitbreiding.

#### Pokémon GO
Rhyhorn is aanwezig in Pokémon GO sinds de eerste versie van het spel van 6 juli 2016. In Pokémon GO heeft Rhyhorn 25 candies nodig om te evolueren naar Rhydon. De laatste evolutiestap Rhyperior kwam pas uit op 14 november 2018, om een Rhydon te laten evolueren heeft de speler een Sinnoh Stone nodig. Voor de community day in februari 2020 startte Niantic een populariteitswedstrijd en liet de fans kiezen welke shiny variant als volgende uit zou komen. De winnaar was Rhyhorn.

### Anime

#### Serie
In de Pokémon anime verschijnt Rhyhorn voor het eerst in de aflevering De Vuurpokémon Atleet, waar een aantal Rhyhorns aanwezig zijn op de Laramie Ranch. In de aflevering De Geheimzinnige Tuin Van Bulbasaur vecht Ash met zijn Bulbasaur tegen een Rhyhorn van een andere trainer, de Rhyhorn verliest dit gevecht. Een unieke variant van Rhyhorn verschijnt in de aflevering De Roze Pokemon, het is de eerste pokémon die Ash en zijn vrienden tegenkomen op Pinkan Eiland. Deze Rhyhorn heeft een roze kleur dat het heeft verkregen door het eten van Pinkan-bessen.

#### Films
Rhyhorn komt voor in de allereerste Pokémon-film Pokémon de film: Mewtwo tegen Mew die in Nederland uitkwam op 20 april 2000. Een van de gekloonde Pokémon van Mewtwo is een Rhyhorn.

### Manga
Rhyhorn verschijnt voor het eerst in chapter 7 van de manga Pokémon Adventures. De protagonisten Red en Misty raken verdwaald in een grot waar ze Team Rocket tegen het lijf lopen. Een van de Team Rocket-leden heeft zijn Rhyhorn buiten zijn Pokéball.

## Evolutieketen
Rhyhorn → Rhydon → Rhyperior

## Ruilkaartenspel
Rhyhorn verscheen op 22 verschillende kaarten sinds zijn debuut in de Jungle-uitbreidingsset. In het ruilkaartenspel heeft Rhyhorn het kaarttype fighting.
| Herdruk | Primal Clash | Jungle |

| Kaart                 | Type     | Uitbreidingset             | Zeldzaamheid | Nummer  | Engelse Release |
| --------------------- | -------- | -------------------------- | ------------ | ------- | --------------- |
| Rhyhorn               | Fighting | Jungle                     | Common       | 61/64   | 1999-06-16      |
| Rhyhorn               | Fighting | Base Set 2                 | Common       | 90/130  | 2000-02-24      |
| Rhyhorn               | Fighting | Legendary Collection       | Common       | 90/110  | 2002-05-24      |
| Rhyhorn               | Fighting | Skyridge                   | Common       | 91/144  | 2003-05-12      |
| Rhyhorn               | Fighting | EX Hidden Legends          | Common       | 70/101  | 2004-06-14      |
| Rhyhorn               | Fighting | EX Emerald                 | Common       | 62/106  | 2005-05-09      |
| Rhyhorn               | Fighting | Diamond & Pearl            | Common       | 95/130  | 2007-05-23      |
| Rhyhorn               | Fighting | Supreme Victors            | Common       | 122/147 | 2009-08-19      |
| Rhyhorn               | Fighting | XY                         | Common       | 60/146  | 2014-02-05      |
| Rhyhorn               | Fighting | Primal Clash               | Common       | 74/160  | 2015-02-04      |
| Rhyhorn               | Fighting | Latios Half Deck           | Common       | 15/30   | 2015-04-29      |
| Rhyhorn               | Fighting | Latios Half Deck           | Common       | 23/30   | 2015-04-29      |
| Rhyhorn               | Fighting | McDonald's Collection 2015 | Common       | 8/12    | 2015-11-27      |
| Rhyhorn               | Fighting | Generations                | Common       | 49/83   | 2016-02-22      |
| Rhyhorn               | Fighting | Burning Shadows            | Common       | 65/147  | 2017-08-04      |
| Rhyhorn               | Fighting | Unbroken Bonds             | Common       | 92/214  | 2019-05-03      |
| Rhyhorn               | Fighting | Unbroken Bonds             | Common       | 93/214  | 2019-05-03      |
| Rhyhorn               | Fighting | Sword & Shield             | Common       | 096/202 | 2020-02-07      |
| Rhyhorn               | Fighting | Sword & Shield             | Common       | 097/202 | 2020-02-07      |
| Rhyhorn               | Fighting | Lost Origin                | Common       | 089/196 | 2022-09-09      |
| Rhyhorn               | Fighting | 151                        | Common       | 111/165 | 2023-09-22      |
| Rhyhorn               | Fighting | Stellar Crown              | Common       | 074/142 | 2024-09-13      |
| Brock's Rhyhorn       | Fighting | Gym Heroes                 | Rare         | 22/132  | 2000-08-14      |
| Brock's Rhyhorn       | Fighting | Gym Heroes                 | Common       | 70/132  | 2000-08-14      |
| Blaine's Rhyhorn      | Fighting | Gym Challenge              | Common       | 65/132  | 2000-10-16      |
| Team Magmas's Rhyhorn | Fighting | EX Team Magma vs Team Aqua | Uncommon     | 38/95   | 2004-03-15      |
| Team Magmas's Rhyhorn | Fighting | EX Team Magma vs Team Aqua | Common       | 67/95   | 2004-03-15      |
| Team Magmas's Rhyhorn | Fighting | EX Team Magma vs Team Aqua | Common       | 68/95   | 2004-03-15      |